# FC Portland
El FC Portland, conocido más adelante como Portland Timbers, fue un equipo de fútbol de los Estados Unidos que jugó en la American Professional Soccer League, la desaparecida liga de fútbol más importante del país.

## Historia
Fue fundado en el año 1985 en la ciudad de Portland, Oregon como un equipo de la Western Alliance Challenge Series, liga que apareció tras la desaparición de la NASL un año antes, pero un año después se pasaron a la Western Soccer Alliance.
En 1989 cambiaron su nombre al de Portland Timbers por petición del empresario local Art Dixon, así como el de aportarle dinero al club por anteriormente apoyar al equipo anterior desaparecido en 1982.
En 1990 la WSL anunció que se fusionaría con la American Soccer League pasando a llamarse American Professional Soccer League, con lo que el Portland jugaría en la división norte y acabó con un récord de 10-10 y eliminado de los playoffs, pero al terminar la temporada, la liga desapareció, por lo que algunos equipos decidieron no regresar para la siguiente temporada incluido el Portland, por lo que Art Dixon decidió desaparecer al club, lo que le dejó pérdidas por medio millón de dólares en dos años como dueño del equipo.

## Temporadas
| Año  | Nombre           | Liga | Récord  | Temporada Regular | Playoffs     | US Open Cup  |
| ---- | ---------------- | ---- | ------- | ----------------- | ------------ | ------------ |
| 1985 | FC Portland      | WSA  | 1-4-2   | 4º                | N/A          | No participó |
| 1986 | FC Portland      | WSA  | 6-6-2   | 2º                | N/A          | No participó |
| 1987 | FC Portland      | WSA  | 5-5-0   | 4º                | No clasificó | No participó |
| 1988 | FC Portland      | WSA  | 1-11-0  | 6º                | No clasificó | No participó |
| 1989 | Portland Timbers | WSL  | 11-5-0  | 2º North Division | Semifinales  | No participó |
| 1990 | Portland Timbers | APSL | 10-10-0 | 4º North Division | No clasificó | No participó |

## Jugadores

### Logros Individuales
MVP
- 1987 - Brent Goulet
- 1989 - Kasey Keller

Goleador
- 1986 - Brent Goulet
- 1988 - Scott Benedetti

Mejor Portero
- 1989 - Kasey Keller

Primera Selección al Juego de Estrellas
- 1988 - Todd Strobeck
- 1989 - Kasey Keller, John Bain, Scott Benedetti

## Entrenadores
- Bernie Fagan (1985–1988)
- John Bain (1989–1990)